# Astenus procerus
Astenus procerus är en skalbaggsart som först beskrevs av Johann Ludwig Christian Gravenhorst 1806.  Astenus procerus ingår i släktet Astenus, och familjen kortvingar. Enligt den finländska rödlistan är arten nära hotad i Finland. Arten är reproducerande i Sverige. Artens livsmiljö är åsmoskogar.